# Minyobates steyermarki
Genre
Espèce
Synonymes
- Dendrobates steyermarki Rivero, 1971

Statut de conservation UICN

 CR B2ab(iii) : 
En danger critique
Statut CITES
Minyobates steyermarki, unique représentant du genre Minyobates, est une espèce d'amphibiens de la famille des Dendrobatidae.

## Répartition
Cette espèce est endémique de l'État d'Amazonas au Venezuela. Elle se rencontre entre 600 et 1 200 m d'altitude sur le cerro Yapacana (en).

## Description
L'holotype mesure 16,0 mm.

## Étymologie
Le nom de ce genre est formé du grec mynis, petit, et de bates, le marcheur, en référence aux petites tailles de cette espèce. L'espèce est nommée en l'honneur de Julian Alfred Steyermark.

## Publications originales
- Myers, 1987 : New generic names for some neotropical poison frogs (Dendrobatidae). Papeis Avulsos de Zoologia Museu de Zoologia da Universidade de Sao Paulo, vol. 36, no 25, p. 301–306 (texte intégral).
- Rivero, 1971 : Un nuevo e interesante Dendrobates (Amphibia, Salientia) del Cerro Yapacana de Venezuela. Kasmera, vol. 3, no 4, p. 389-396 (texte intégral).